# Sing (Gary Barlow)
Sing è il terzo album in studio da solista del cantautore britannico Gary Barlow, pubblicato nel 2012.
Si tratta di un disco di brani non originali incisi insieme alla The Commonwealth Band per celebrare il Giubileo di diamante di Elisabetta II del Regno Unito.

## Tracce
1. Sing (featuring Military Wives) – 4:35
2. Sing – 4:01
3. Here Comes the Sun – 2:42
4. Amazing Grace (featuring Hayley Westenra) – 3:12
5. Stronger As One (featuring Laura Wright) – 3:28
6. Land of Hope and Glory (featuring Alfie Boe & Military Wives) – 3:30
7. God Save the Queen (National Anthem) (featuring Laura Wright) – 2:39